# Klara Goeseva
Klara Ivanovna Goeseva-Nesterova (Russisch: Клара Ивановна Гусева-Нестерова) (Pitjersk (Oblast Tambov), 8 maart 1937 – Moskou, 12 mei 2019) was een Russisch schaatsster.
Goeseva nam aan twee keer deel aan elk van de beide internationale kampioenschappen, de wereldkampioenschappen en de Olympische Winterspelen (in 1960 en 1964), die in haar actieve schaatsperiode werden gehouden. Ze debuteerde op 22-jarige leeftijd bij het WK allround van 1960 in het Zweedse Östersund met een vijftiende plaats. Ze behaalde hier een gouden afstandsmedaille op de 1000 m. Drie weken later werd Goeseva op de Olympische Winterspelen in Squaw Valley de eerste olympisch kampioene op de 1000 meter. Bij het WK allround van 1961 in Tønsberg werd ze vijfde. Ze behaalde hier een bronzen afstandsmedaille op de 1000 m. Bij de Olympische Winterspelen van 1964, inmiddels getrouwd en als Klara Nesterova uitkomend, in Innsbruck belandde ze net naast het podium op de 3000 meter.

## Resultaten
| Jaar | Olympische Spelen          | WK Allround |
| ---- | -------------------------- | ----------- |
| 1960 | 6e 500m · 1000m · 4e 1500m | 15e         |
| 1961 |                            | 5e          |
| 1962 |                            |             |
| 1963 |                            |             |
| 1964 | 4e 3000m                   |             |

### Medaillespiegel
| kampioenschap     | Goud · | Zilver · | Brons · |
| ----------------- | ------ | -------- | ------- |
| Olympische Spelen | 1      | 0        | 0       |

## Records

### Persoonlijke records
| Afstand    | Tijd    | Datum            | Baan         |
| ---------- | ------- | ---------------- | ------------ |
| 500 meter  | 1.46,30 | 25 januari 1965  | Tsjeljabinsk |
| 1000 meter | 1.34,10 | 22 februari 1960 | Squaw Valley |
| 1500 meter | 2.21,85 | 21 februari 1960 | Squaw Valley |
| 3000 meter | 5.14,00 | 6 maart 1965     | Medeo        |

#### Wereldrecords laaglandbaan (officieus)
| Nr. | Afstand   | Tijd | Datum            | Baan   |
| --- | --------- | ---- | ---------------- | ------ |
| 1.  | 500 meter | 47,0 | 26 december 1959 | Moskou |

1960: Klara Goeseva ·
1964: Lidia Skoblikova ·
1968: Carry Geijssen ·
1972: Monika Pflug ·
1976: Tatjana Averina ·
1980: Natalja Petroeseva ·
1984: Karin Enke ·
1988: Christa Rothenburger ·
1992: Bonnie Blair ·
1994: Bonnie Blair ·
1998: Marianne Timmer ·
2002: Christine Witty ·
2006: Marianne Timmer ·
2010: Christine Nesbitt ·
2014: Zhang Hong ·
2018: Jorien ter Mors ·
2022: Miho Takagi